# Dorfkirche Grubo

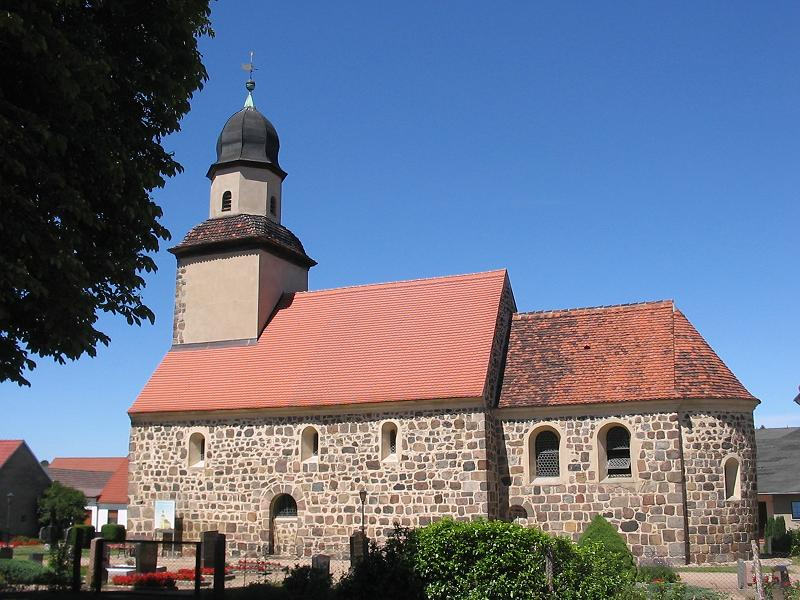
Dorfkirche Grubo

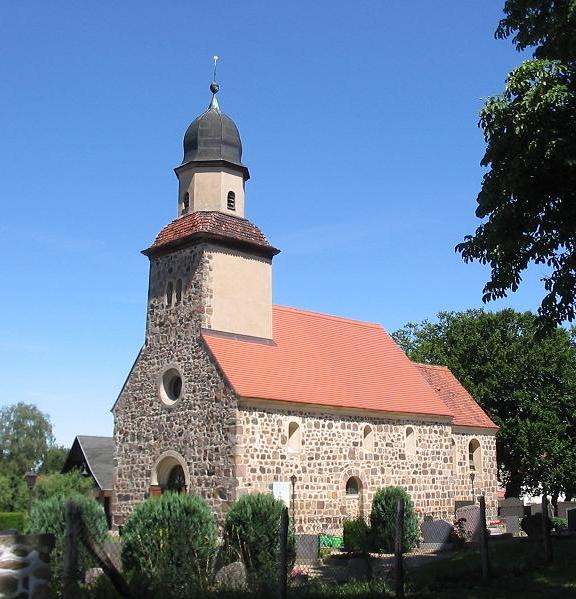
Südwestansicht

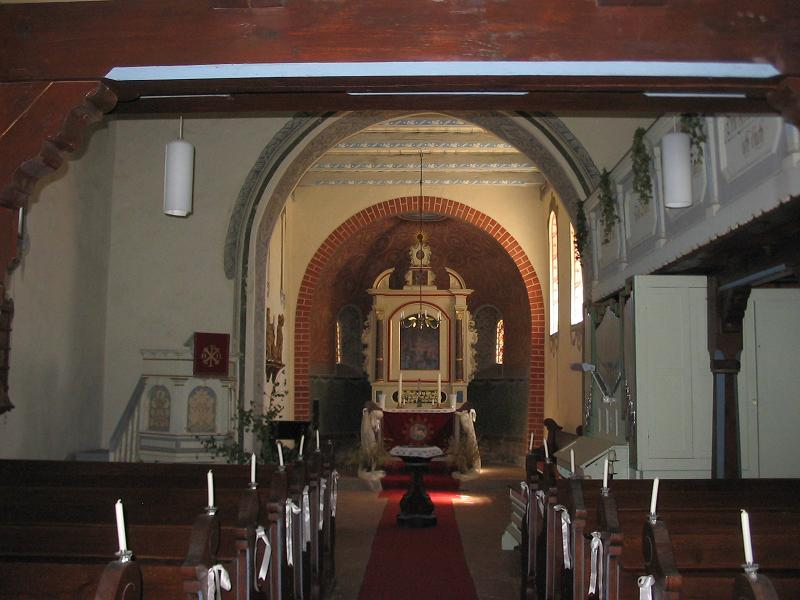
Innenansicht

Die evangelische Dorfkirche Grubo ist eine spätromanische Feldsteinkirche im Ortsteil Grubo von Wiesenburg/Mark im Landkreis Potsdam-Mittelmark in Brandenburg. Sie gehört zum Pfarrbereich Rädigke im Kirchenkreis Mittelmark-Brandenburg der Evangelischen Kirche Berlin-Brandenburg-Schlesische Oberlausitz und kann nach Anmeldung besichtigt werden.

## Geschichte und Architektur
Die Dorfkirche Grubo ist eine spätromanische Saalkirche aus Feldstein aus der ersten Hälfte des 13. Jahrhunderts, mit eingezogenem Chor und fast gleich breiter, später erhöhter Apsis. Der Chor und die Apsis sind deutlich früher erbaut als das Schiff. Die Ostteile bestehen aus sorgfältigem Mauerwerk in Feldsteinquadern; über dem Westgiebel ist ein Dachturm mit massiver Westseite, achteckigem Aufsatz und geschweifter Haube vermutlich von 1756 erbaut. Im Jahr 1903 wurde die Kirche durchgreifend erneuert. Eine Restaurierung erfolgte 1990/1991. Im Jahr 2019 wurden die Malereien in der Apsis restauriert; diese Arbeiten wurden zur Hälfte vom Landkreis Potsdam-Mittelmark finanziert. Auf der Südseite sind zwei vermauerte Rundbogenportale erhalten. Das Westportal ist vermutlich neuzeitlich eingebrochen worden. Die hoch sitzenden kleinen Fenster des 13. Jahrhunderts wurden zum Teil restauriert. Das Innere zeigt einen rundbogigen Apsisbogen und einen leicht gespitzten Chorbogen. Das Bauwerk wurde 1903 einheitlich ausgebaut und farbig ausgestaltet; das Schiff ist durch ein hölzernes Tonnengewölbe gedeckt und mit West- und Südempore ausgestattet.

## Ausstattung
Der ehemalige Altaraufsatz vom Ende des 17. Jahrhunderts befindet sich nach der Restaurierung von 1990/91 wieder im Chor. Er zeigt ein Abendmahlsgemälde zwischen Säulen, im gesprengten Giebel ist ein kleines Kreuzigungsbild, darüber ein Medaillon mit der Auferstehung angeordnet. Vier Schnitzfiguren von einem Altar aus der Zeit um 1430 zeigen Maria als gekrönte Braut neben Christus thronend, flankiert von Maria Magdalena und einem heiligen Bischof. 
Die Orgel ist ein Werk von Schuke Orgelbau aus dem Jahr 1954 mit zehn Registern auf zwei Manualen und Pedal, die 1996 aus der Elisabethkirche in Berlin-Mitte hierher gebracht wurde.